# Mister Iks
Mister Iks (russisk: Мистер Икс, dansk: ~Mister X) er en sovjetisk spillefilm i sort/hvid fra 1958 produceret af Lenfilm og instrueret af Julij Khmelnitskij. Filmen er baseret på på Emmerich Kálmán operette Circusprinsessen.
I modsætning til den oprindelige operettn, hvor handlingen fandt sted i prærevolutionære Skt. Petersborg, blev scenen for filmen flyttet til Paris, og karaktererne fik franske navne. 
Filmen var meget populær i Sovjetunionen.

## Medvirkende
- Georg Ots som Mister X
- Marina Jurasova som Theodora Verdier
- Glikerija Bogdanova-Tjesnokova som Karolina
- Grigorij Jarhon som Pelican
- Zoja Vinogradova som Marie Latouche